# Ronald D. Moore

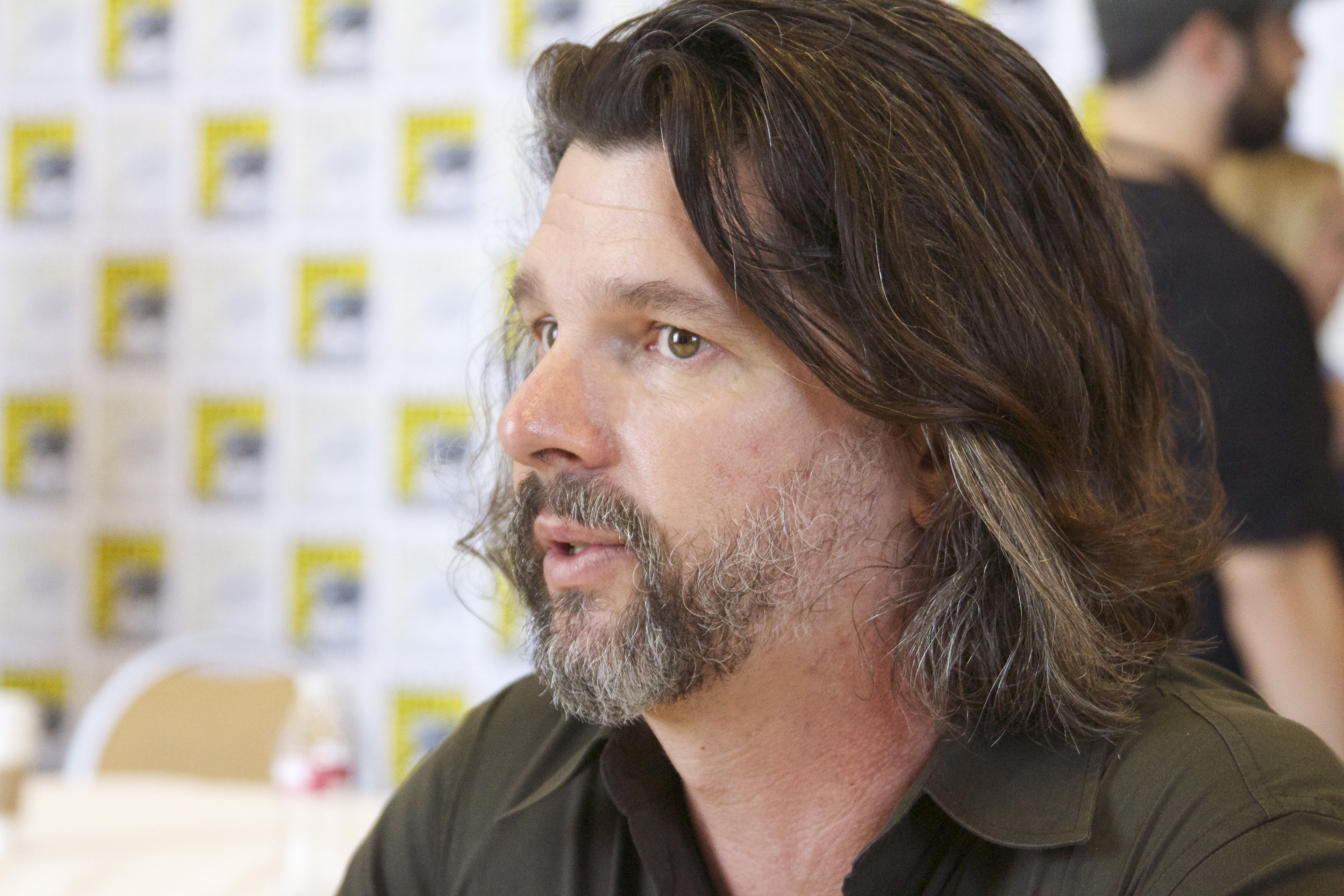
Ronald D. Moore in 2013.

Ronald Dowl Moore (Chowchilla, Californië, 5 juli 1964) is een Amerikaans scenarioschrijver en televisieproducent. In 2008 won hij een Emmy Award.
Moore bezorgde in 1988 een script aan een assistent van Gene Roddenberry, die bezig was met de tweede Star Trek serie, Star Trek: The Next Generation. Zeven maanden later besliste uitvoerend producent Michael Piller het script te kopen en het werd gebruikt om de aflevering The Bonding te produceren. Moore werd gevraagd een tweede script te schrijven en werd opgenomen als script editor in het team. Twee jaar later werd hij gepromoveerd tot een van de uitvoerend producenten en het laatste jaar van de serie in 1994 werd hij hoofd uitvoerend producent. Voor de laatste aflevering All Good Things... won hij een Hugo Award.
In 1994 gaat hij aan de slag als supervising producent voor de serie Star Trek: Deep Space Nine, dat aan het derde seizoen begon. De laatste twee seizoenen was hij co-executive producent. Tijdens deze periode werkte hij met anderen ook mee aan de film Star Trek: First Contact uit 1996. Nadat in 1999 ook deze serie afgelopen was ging hij werken voor Star Trek: Voyager, maar houdt het na enkele weken voor bekeken na een ruzie met producent Brannon Braga. De twee zouden enkele jaren later het meningsverschil bijleggen.
Datzelfde jaar werkte hij mee aan de televisieserie Good vs Evil, en schreef hij samen met Brannon Braga het verhaal van Mission: Impossible II (2000). In 2000 werd hij een uitvoerend producent voor de serie Roswell, dat aan het tweede seizoen begon. Hij bleef er tot 2002. In 2003 ging hij aan de slag voor de serie Carnivàle. Datzelfde jaar verliet hij het team van Carnivàle en produceerde hij Battlestar Galactica, de miniserie. In 2004 produceert hij samen met onder meer David Eick de herwerkte Battlestar Galactica serie. Hij bleef er tot 2009 toen de serie ermee ophield. Hij won voor de aflevering 33 een Hugo Award. Met Eick produceerde hij in 2009 de pilootaflevering van Caprica, een spin-offserie van Battlestar Galactica.
In 2009 werkte hij aan een andere nieuwe televisieserie, Virtuality, die in juni 2009 voor de eerste keer te zien was op de Amerikaanse zender FOX. In 2011 produceerde hij een pilootaflevering van 17th Precinct, maar NBC besloot om het project niet verder te zetten.
In 2019 werd For All Mankind vrijgegeven, geschreven door Ronald, Matt Wolpert en Ben Nedivi, op Apple TV+. 